# Panama (album)
Panama is het debuutalbum van de Nederlandse band a balladeer. Het album werd oorspronkelijk in eigen beheer opgenomen maar is uiteindelijk door EMI uitgebracht. De titel komt van het kinderboek "Oh, wie schön ist Panama!" van Janosch. Het album behaalde de dertigste plaats in de album top 100.
BLØF bassist Peter Slager heeft de baspartijen op deze cd ingespeeld. Overigens zijn de pianopartijen van de nummers 'Winterschläfer' en 'Hamburg' opgenomen in de Abbey road studio.

## Nummers
1. "Summer" - 3:49
2. "Blank" - 3:42
3. "All I Wanted" - 4:38
4. "Pre-Berlin" - 3:56
5. "Sirens" - 3:33
6. "Winterschläfer" - 3:48
7. "Robin II" - 6:22
8. "Fortune Teller" - 3:14
9. "Hamburg" - 1:21
10. "Copper Shades" - 3:25
11. "Swim with Sam" - 4:26
12. "Herbst" - 2:35